# 2006年の映画/9月
- 2日
  - マイアミ・バイス（ アメリカ合衆国）
  - 40歳の童貞男（ アメリカ合衆国）
  - トリノ、24時からの恋人たち（ イタリア）
  - ONE LOVE ワン・ラブ（ ジャマイカ・ ノルウェー・ イギリス）
  - グエムル-漢江の怪物-（ 韓国）
  - 夢遊ハワイ（ 台湾）
  - アキハバラ@DEEP（ 日本）
  - 日本以外全部沈没（ 日本）
- 9日
  - ルイーズに訪れた恋は…（ アメリカ合衆国）
  - X-MEN:ファイナル ディシジョン（ アメリカ合衆国）
  - ファイナル・デッドコースター（ アメリカ合衆国）
  - アガサ・クリスティーの奥さまは名探偵（ フランス）
  - ドリームシップ エピソード1/2（ ドイツ）
  - 靴に恋する人魚（ 台湾）
  - 弓（ 韓国）
  - スーパースター☆カム・サヨン（ 韓国）
  - バックダンサーズ!（ 日本）
  - ザ・コテージ the Cottage（ 日本）
  - 恋鎖（ 日本）
  - LOFT ロフト（ 日本）
- 16日
  - ワイルド・スピードX3 TOKYO DRIFT（ アメリカ合衆国）
  - サイレントノイズ（ アメリカ合衆国）
  - ザ・マークスマン（ アメリカ合衆国）
  - Turn8 ラグナセカの青い空（ アメリカ合衆国）
  - 海と夕陽と彼女の涙 ストロベリーフィールズ（ 日本）
  - ウルトラマンメビウス&ウルトラ兄弟（ 日本）
  - シュガー&スパイス 風味絶佳（ 日本）
  - 太陽の傷（ 日本）
  - 出口のない海（ 日本）
  - パビリオン山椒魚（ 日本）
  - ミラクルバナナ（ 日本）
  - ヅラ刑事（ 日本）
- 21日
  - 面打 men-uchi（ 日本）
- 23日
  - イルマーレ（ アメリカ合衆国）
  - セレブの種（ アメリカ合衆国）
  - もしも昨日が選べたら（ アメリカ合衆国）
  - 記憶の棘（ アメリカ合衆国）
  - サムサッカー（ アメリカ合衆国）
  - 薬指の標本（ フランス）
  - 西瓜（ 台湾）
  - 天軍（ 韓国）
  - 紅蜘蛛女（ 香港）
  - 風のダドゥ（ 日本）
  - 調布空港（ 日本）
  - shoes（ 日本）
  - Fragment フラグメント（ 日本）
  - フラガール（ 日本）
  - ミートボールマシン（ 日本）
  - ユリシス（ 日本）
  - red letters（ 日本）
  - 紀子の食卓（ 日本）
  - ストロベリーショートケイクス（ 日本）
- 30日
  - レディ・イン・ザ・ウォーター（ アメリカ合衆国）
  - デビルズ・リジェクト マーダー・ライド・ショー2（ アメリカ合衆国）
  - 悪魔とダニエル・ジョンストン（ アメリカ合衆国）
  - カポーティ（ アメリカ合衆国）
  - 地獄の変異（ アメリカ合衆国）
  - セプテンバー・テープ（ アメリカ合衆国）
  - デトネーター（ アメリカ合衆国）
  - スーパークロス（ アメリカ合衆国）
  - 愛さずにいられない（ 中国）
  - ありがとう 「奈緒ちゃん」自立への25年（ 日本）
  - オトシモノ（ 日本）
  - 永遠の法（ 日本）
  - 13の月（ 日本）
  - スケバン刑事 コードネーム=麻宮サキ（ 日本）
  - そうかもしれない（ 日本）
  - ツヒノスミカ（ 日本）
  - ジャポニカ・ウイルス（ 日本）
  - 涙そうそう（ 日本）
  - ベルナのしっぽ（ 日本）
  - 夜のピクニック（ 日本）